# Samuel Adler
Samuel Hans Adler (* 4. března 1928 Mannheim, Německo) je americký skladatel a dirigent německého původu.

## Život
Adler se narodil v rodině židovského kantora v Mannheimu. V roce 1939 rodina uprchla do Spojených států, kde se otec stal kantorem v synagoze Temple Emanuel Sinai ve Worcesteru ve státě Massachusetts. Samuel následoval svého otce v hudební dráze. Studoval hudbu na univerzitě v Bostonu a na Harvardu, kde byli jeho učiteli Aaron Copland, Paul Hindemith, Paul Pisk, Walter Piston a Randall Thompson. V roce 1949 studoval také dirigování u Sergeje Kusevického v Tanglewoodu. Titul Master of Arts (MA) získal v roce 1950. Později získal čestné doktoráty na Southern Methodist a Wake Forest Universities, St. Mary's College of Notre Dame a na St. Louis Conservatory of Music.
V letech 1950–1952 sloužil Adler v americké armádě a řídil Symfonický orchestr 7. armády. Po skončení vojenské služby mu bylo nabídnuto místo na fakultě Brandeiské university ve Walthamu, ve státě Massachusetts, uvolněné Leonardem Bernsteinem. Místo toho však přijal místo hudebního ředitele v synagoze Temple Emanu-El v Dallasu, jejíž rabín, Levi Olan, byl přítelem Adlerovy rodiny. Při synagoze vytvořil dětský a smíšený sbor. Od roku 1954 také dirigoval orchestr dallaského divadla. Oženil se s Dr. Emily Freeman-Brownovou, ředitelkou orchestru Bowling Green State University v Ohiu. V letech 1957–1966 byl profesorem skladby na University of North Texas College of Music v Dentonu a poté až do roku 1995 na Eastman School of Music v Rochesteru ve státě New York. Kromě toho byl členem fakulty kompozice slavné Juilliard School
Samuel Adler vedl mistrovské třídy a kurzy na více než 300 univerzitách celého světa. Vyučoval na letních kurzech při festivalech v Tanglewoodu, Aspenu, Brevardu, Brunswicku a na mnoha festivalech evropských. Je rovněž autorem třech knih: Choral Conducting (Holt Rinehart a Winston, 1971), Sight Singing (W.W. Norton, 1979) a The Study of Orchestration (W.W. Norton, 1982). Kromě toho přispívá do mnoha odborných časopisů a encyklopedií.

## Dílo

### Jevištní díla
- The Outcasts of Poker Flat (opera, libreto Judah Stampfer podle Breta Harta, 1950, premiéra 8. června 1962, Denton, Texas)
- The Wrestler (sakrální drama, libreto Judah Stampfer podle Genesis, 1971, premiéra 22. června 1972, Dallas)
- The Lodge of Shadows (opera, libreto Jarold Ramsey, 1973, premiéra 3. května 1988, Fort Worth, Texas)
- The Disappointment (opera, libreto Andrew Barton, 1974, premiéra listopad 1976 Washington)
- The Waking (balet, libreto autor, 1978, premiéra duben 1979, Louisville)

### Orchestrální skladby
- A Little Bit of pro smyčcový orchestr (1976)
- All Nature Plays (2009)
- American Airs a Dances (1998)
- Art Creates Artists (1996)
- Beyond the Land, symfonie pro orchestr (1988)
- Centennial (1993)
- City by the Lake. A portrait of Rochester (1968)
- Concertino pro smyčcový orchestr
- Concertino 2 pro smyčcový orchestr (1976)
- Concertino 3 pro smyčcový orchestr(1993) [12:00]
- Koncert pro orchestr (1971)
- Drifting on Winds a Currents (2010)
- Elegie pro smyčcový orchestr (1962)
- Five American Folk Tunes (1998)
- Four Early American Folk Songs (1962)
- In Just Spring (1984)
- Joi, Amor, Cortezia pro komorní orchestr (1982)
- Jubilee (1958)
- Kol Nidre (1997)
- Lament pro baryton a komorní orchestr(1968) [5:00]
- Man Lebt Nur Einmal (Muž žije jen jednou)
- Max und Moritz pro vypravěče a orchetr (1997)
- Requiescat in Pace (k památce prezidenta Johna F. Kennedyho, 1963)
- Shadow Dances (1990)
- Show an Affirming Flame (2001)
- Sinfonietta pro orchestr (1971)
- Summer Stock (1955)
- Symfonie č. 1 (1953)
- Symfonie č. 2 (1957)
- Symfonie č. 3 “Diptych” (1960, rev 1980-81)
- Symfonie č. 4 “Geometrics” (1967)
- Symfonie č. 5 “We Are the Echoes” (1975)
- Symfonie č. 6 (1985)
- The Feast of Lights (1955)
- The Fixed Desire of the Human Heart (1988)
- Time in Tempest Everywhere pro soprán, hoboj, klavír a komorní orchestr (1993)
- To Celebrate a Miracle. A Chanukah Suite (1991)
- Toccata (1954)

### Instrumentální koncerty
- Beyond the Pale pro klarinet a smyčcový orchestr (2003)
- Koncert pro violoncello a orchestr (1995)
- Koncert pro flétnu a orchestr (1977)
- Koncert pro kytaru a orchestr (1994)
- Koncert pro lesní roh a orchestr (2000)
- Koncert pro varhany a orchestr (1970)
- Koncert pro klavír a orchestr (1983)
- Koncert pro klavír a orchestr č. 2 (1997)
- Koncert pro klavír a orchestr č. 3 (2003)
- Koncert pro saxofonový kvartet a orchestr (1985)
- Koncert pro violu a orchestr (1999)
- Koncert pro violu nebo klarinet a orchestr na motiby Sonáty f-moll, op. 121 Johannes Brahmse (2003)
- Koncert pro housle a orchestr
- Koncert pro dechový kvintet a orchestr “Shir Hamaalot” (1991)
- Lux Perpetua pro varhany a orchestr (1998)
- Rhapsody pro housle a orchestr (1961)
- Song a Dance pro violu a orchestr (1961) [12:00]
- The Challenge of the Muse pro soprán, tenor a orchestr (2003)

### Komorní skladby
* A Bonnie Tune pro flétnu sólo (2011)
- A Dozen pro Two, duet pro dvoje housle
- Aeolus, King of the Winds pro klarinet, housle, violoncello a klavír(1977)
- Be Not Afraid: the Isle is Full of Noises pro dechový kvintet (1999)
- Bravura pro basový trombón sólo (2010)
- Bridges to Span Adversity pro harpsichord (1989)
- Caccia pro dvě flétny (2007)
- Canto I.–XXI. pro různé nástroje sólo (1970)
- Capriccio pro klavír (1954)
- Clarrion Calls pro trubku a varhany (1995)
- Close Encounters pro housle a violoncello (1989)
- Contrasting Inventions pro altsaxofon a tenorsaxofon (1998)
- Deja Vu pro 6 zobcových fléten (1975)
- Diary of a Journey pro flétnu, fagot a violoncello (1995)
- Divertissement pro housle a marimbu (1999)
- Double Portrait pro housle a klavír (1985)
- Sonáta pro 2 klavíry (1983)
- Epistrophe, sonáta pro varhany (1990)
- Fantasie pro klavír
- Fantasia on the Name Craighead pro varhany (1980)
- Festival Fanfare a Dance pro žesťový soubor (2009)
- Festive Proclamation pro varhany (1995)
- Five Movements (1963)
- Four Composer Portraits pro klavír (2001-02)
- Four Dialogues pro euphonium a marimbu (1974)
- Four Studies pro dechové nástroje (1965)
- Fragments from the Song of Songs pro mezzosoprán, klarinet, a klavír (2005)
- From Generation to Generation pro varhany (2011)
- Gottschalkiana pro žesťový kvintet (1982)
- Gradus Books I, II, & III, 60 etud pro klavír (1979)
- Harobed, 6 etud pro flétnu nebo klarinet
- Hymnset, 5 chorálových preludií pro varhany(1983)
- In Memory of Milton pro housle (2011)
- In Praise of Bach pro varhany (2001)
- Into the Radient Boundaries of Light pro violu a kytaru (1993)
- Intráda pro dechový kvintet (1967)
- Introduction a Capriccio pro harfu [8:00]
- Introit a Toccatina pro trubku a varhany (1982)
- Let the trompet Sound pro trubku a varhany (2013)
- Line Drawings pro saxofon (1978)
- Madrigaly pro 6 fléten (1986)
- Meadowmount etudes pro housle
- Miscellany, serenáda pro mezzosoprán, anglický roh a smyčcový kvartet (1956)
- Nuptial Scene pro mezzosoprán, flétnu, hoboj, basklarinet, housle, violu, violoncello, bicí a celestu (1975)
- Orgel Music for Worship, sbírka varhaních skladeb (1962)
- Partita pro varhany (2007)
- Pasiphae pro bicí nástroje a klavír (1987)
- Pensive Soliloquy pro altsaxofon a klavír (1997)
- Klavírní kvintet (1999)
- Klavírní trio (1964
- Klavírní trio č. 2 (1978)
- Porgy a Bess, rondo pro marimbu (1994)
- Ports of Call, suita pro dvoje housle a kytaru (1992)
- Primavera Amarilla pro mezzosoprán, flétnu, klarinet, housle, violoncello, a klavír (1993)
- Quintalogues pro flétnu, hoboj, klarinet, fagot, marimbu a vibrafon (1968)
- Reconciliation pro soprán, flétnu, klarinet, housle, violoncello a klavír (1992)
- Reflection pro varhany (1979)
- Romp pro smyčcový kvartet
- Seven Epigrams pro pikolu, flétnu, hoboj, klarinet, basklarinet a fagot (1966) [10:00]
- Sonáta pro hoboj a klavír (1989)
- Sonáty č. 2–4 pro housle a klavír (1956, 1965, 1989)
- Sonáta Breve pro klavír (1963)
- Sonáta pro viomcello (1968)
- Sonáta pro klarinet a klavír (2004)
- Sonáta pro flétnu a klavír (2006)
- Sonáta pro kytaru (1987)
- Sonáta pro cembalo (1982)
- Sonáta pro lesní roh a klavír (1947)
- Sonáta pro varhany (2003)
- Sonáta pro flétnu (1981)
- Sonáta pro violu a klavír (1984)
- Sonatina pro klavír (1979)
- Soundings pro altsaxofon a klavír (1989)
- Smyčcové kvartety č. 3–9 (1953, 1963, 1969, 1975, 1981, 1990, 2009)
- The Orgel is King (2002)
- The Road to Terpsichore, A Suite of Dances, klavír (1988)
- The Sense of Touch, klavír (1981)
- 3 klavírní preludia (2001)
- 3 skladby pro violoncello a klavír (2008)
- Thy Song Expands My Spirit, klavír (1980)
- Toccata, Recitation a Postlude pro varhany (1959)
- Smyčcové trio (Five Snapshots) (2001)
- Triolet pro flétnu, violu a harfu (1989)
- Trumpetry, fanfára pro tři trubky (1983)
- Tube etudes
- Two Meditations pro varhany (1955, rev. 1964)
- Two Southern Appalachian Folk Songs pro housle a klavír (2012)
- Welcoming the Sabbath pro varhany (1963)
- Wind Songs, varhany
- Xenia pro varhany a bicí nástroje (1971)

Dále komponoval písně, sbory i skladby pro děti.